# Галактична громадянська війна
Галактична громадянська війна ― галактичний конфлікт у творах франшизи Зоряні війни між Галактичною імперією та Альянсом за відновлення Республіки, які прагнули відновити владу демократії в галактиці. Витоки повстання сягають Війн клонів, коли осередки повстанців, оснащені Галактичною Республікою і Орденом джедаїв, билися проти Конфедерації незалежних систем. Після того, як Верховний Канцлер Палпатін, під виглядом якого ховався лорд сітхів Дарт Сідіус, перетворив Республіку в Імперію і знищив Орден джедаїв, багато осередків повстанців почали боротися з Імперією. Надалі, більшість цих осередків об'єдналися, сформувавши, таким чином, Альянс повстанців. 
Першою великою перемогою Альянсу над Імперією стала операція з викрадення планів «Зірки Смерті», бойової станції Імперії, здатної зруйнувати планету. Ці креслення були доставлені командуванню Альянсу повстанців принцесою Лєєю Орґаною, за допомогою її товаришів: Люка Скайвокера і Хана Соло. Аналіз цих креслень дозволив повстанцям перемогти в битві при Явині, в якій Скайвокер, за підтримки Соло, зміг знищити «Зірку Смерті». Проведена для цього серія атак Альянсу, таких як напад на провідний імперський військовий завод, істотно послабили Імперію. В результаті Імперія почала полювання за Альянсом по всій галактиці, і очолив її Дарт Вейдер ― Темний лорд сітхів і головний силовик Імператора. В ході довгих пошуків війська Вейдера виявили Альянс на планеті Хот. В результаті битви, яка там відбулася, сили Альянсу були розбиті, а його флот був змушений втікати, ховаючись від Імперії. 
Шість місяців потому, Імператор дозволив Альянсу дізнатися про існування другої «Зірки Смерті», що було частиною його плану по знищенню Повстання. Альянс, який повірив в те, що вони організовують несподіваний напад, почав битву при Ендорі. Під час битви Скайвокер, який довідався, що Вейдер доводиться йому рідним батьком, вступив в сутичку з Темним лордом в останній дуелі на борту «Зірки Смерті». Імператор спробував вбити Скайвокера, але вигляд пораненого сина привів Вейдера до спокути, і Темний лорд скинув Імператора в шахту реактора, де той зустрів свою смерть. Вейдер помер від травм отриманих під час битви, тим самим поклавши край правлінню сітхів в Галактиці. Тим часом, Альянс знищив другу «Зірку Смерті» і це, поряд зі смертю Імператора і Вейдера, стало переломним моментом для Імперії. 
В результаті утворився вакууму у владі, серед моффів Імперії почалася боротьба за владу. Намагаючись захистити своїх людей від звісток про смерть Імператора, губернатор Аделхард встановив блокаду в секторі Аноат, прозвану Залізною блокадою, що призвело до повстання в секторі. Рік по тому, Імперія боролася з Новою Республікою в битві за Джакку. 
Офіційно Галактична громадянська війна вважається завершеною з підписанням Галактичної угоди після поразки Імперії у вищевказаній битві. Незважаючи на це, наступник режиму ― Верховний порядок ― продовжив таємно нарощувати свою військову міць, порушуючи договір. 

## Появи
- Бунтар Один. Зоряні війни. Історія
- Зоряні війни. Епізод IV: Нова надія
- Зоряні війни. Епізод V: Імперія завдає удару у відповідь
- Зоряні війни. Епізод VI: Повернення джедая